# Isohypsibius malawiensis
Espèce
Isohypsibius malawiensis est une espèce de tardigrades de la famille des Isohypsibiidae.

## Distribution
Cette espèce est endémique du lac Malawi.

## Étymologie
Son nom d'espèce, composé de malawi et du suffixe latin -ensis, « qui vit dans, qui habite », lui a été donné en référence au lieu de sa découverte, le lac Malawi.

## Publication originale
- Jørgensen, 2001 : Graphical presentation of the African tardigrade fauna using GIS with the description of Isohypsibius malawiensis sp. n. (Eutardigrada: Hypsibiidae) from Lake Malawi. Zoologischer Anzeiger - A Journal of Comparative Zoology, vol. 240, no 3/4, p. 441-449.